# St. Johanner Markt

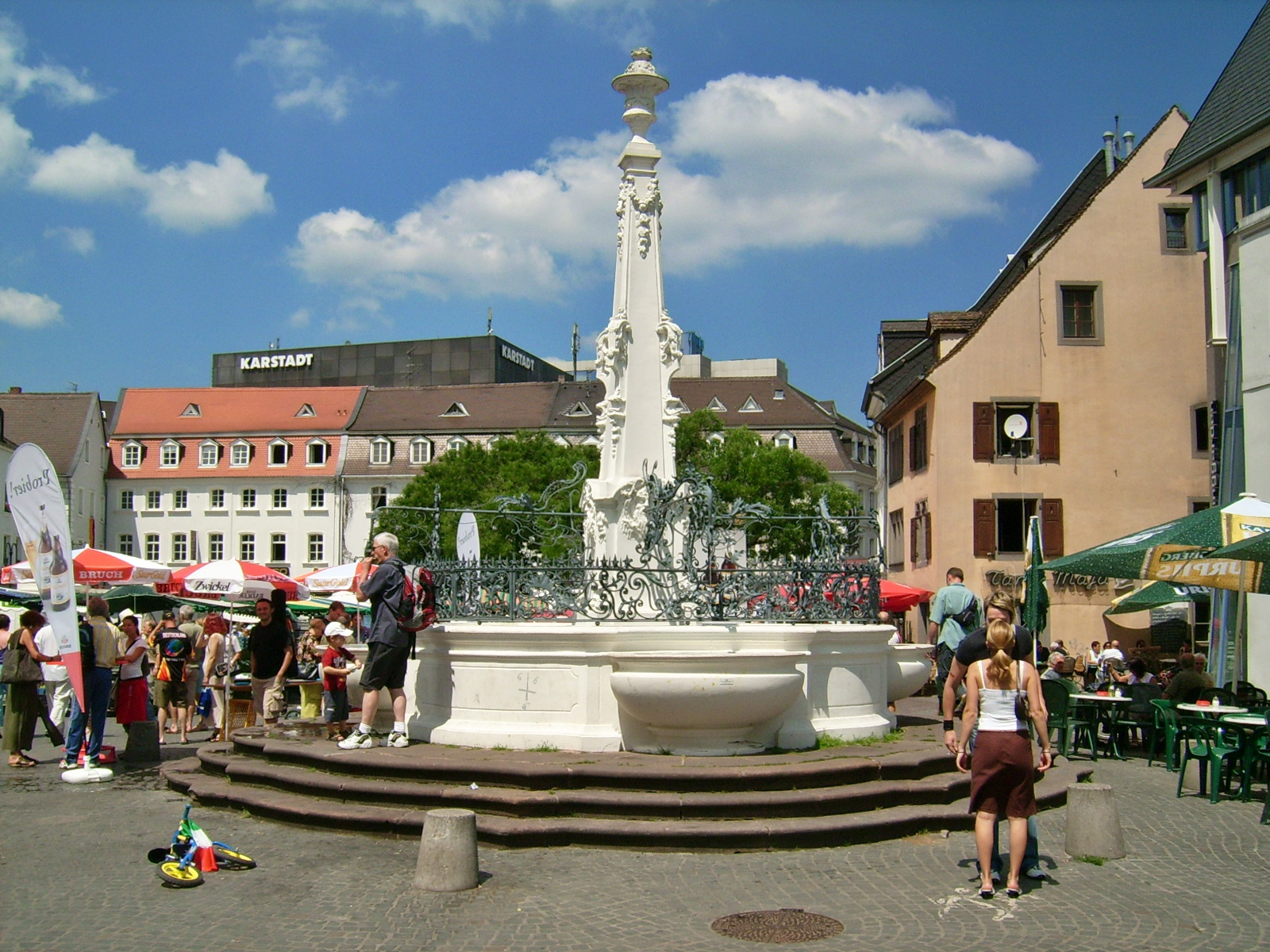
Der St. Johanner Markt

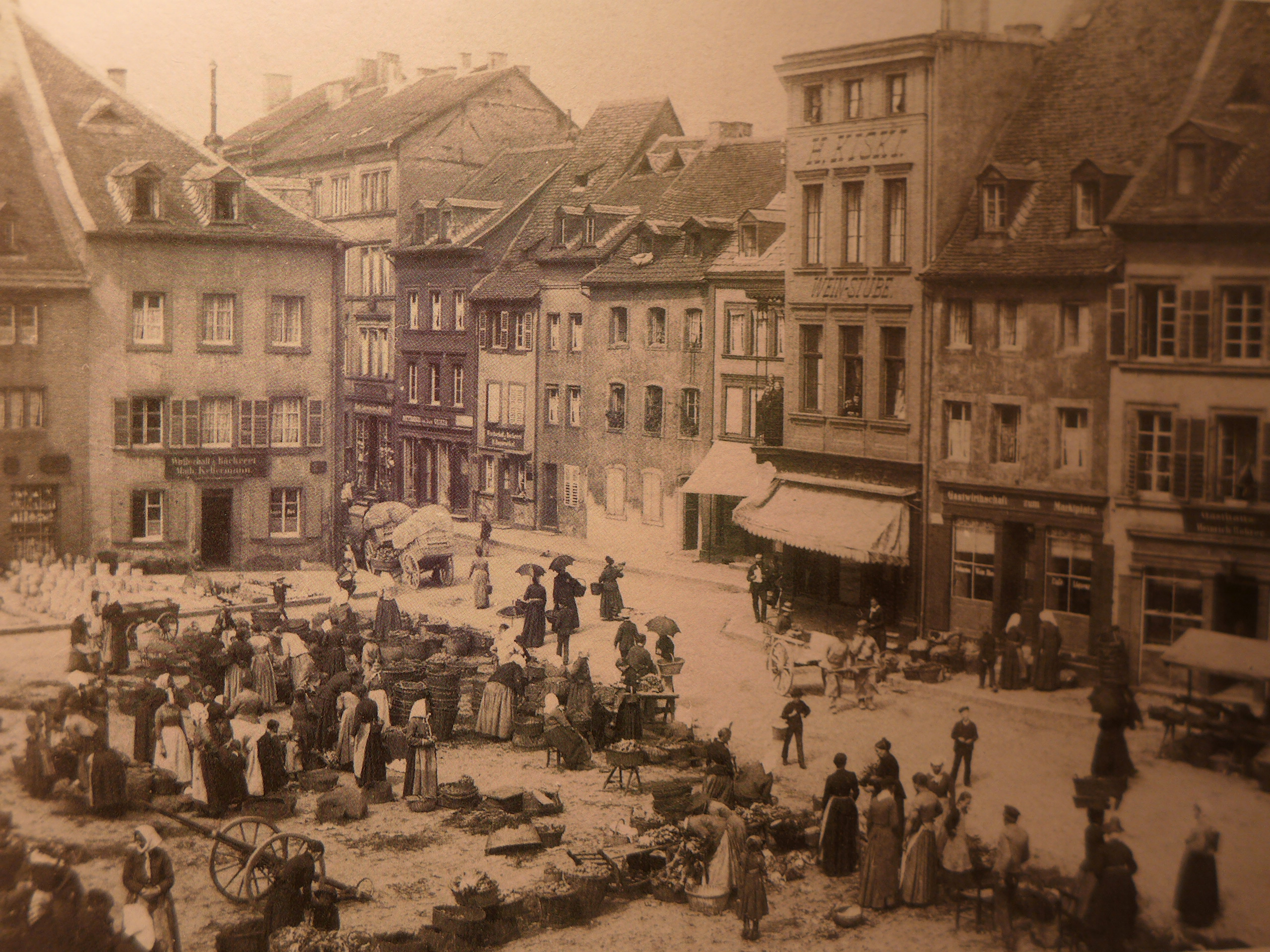
St. Johanner Markt, Markttreiben Ende 19. Jahrhundert, Blick auf das Eckhaus Keltermann (Stadtarchiv Saarbrücken)

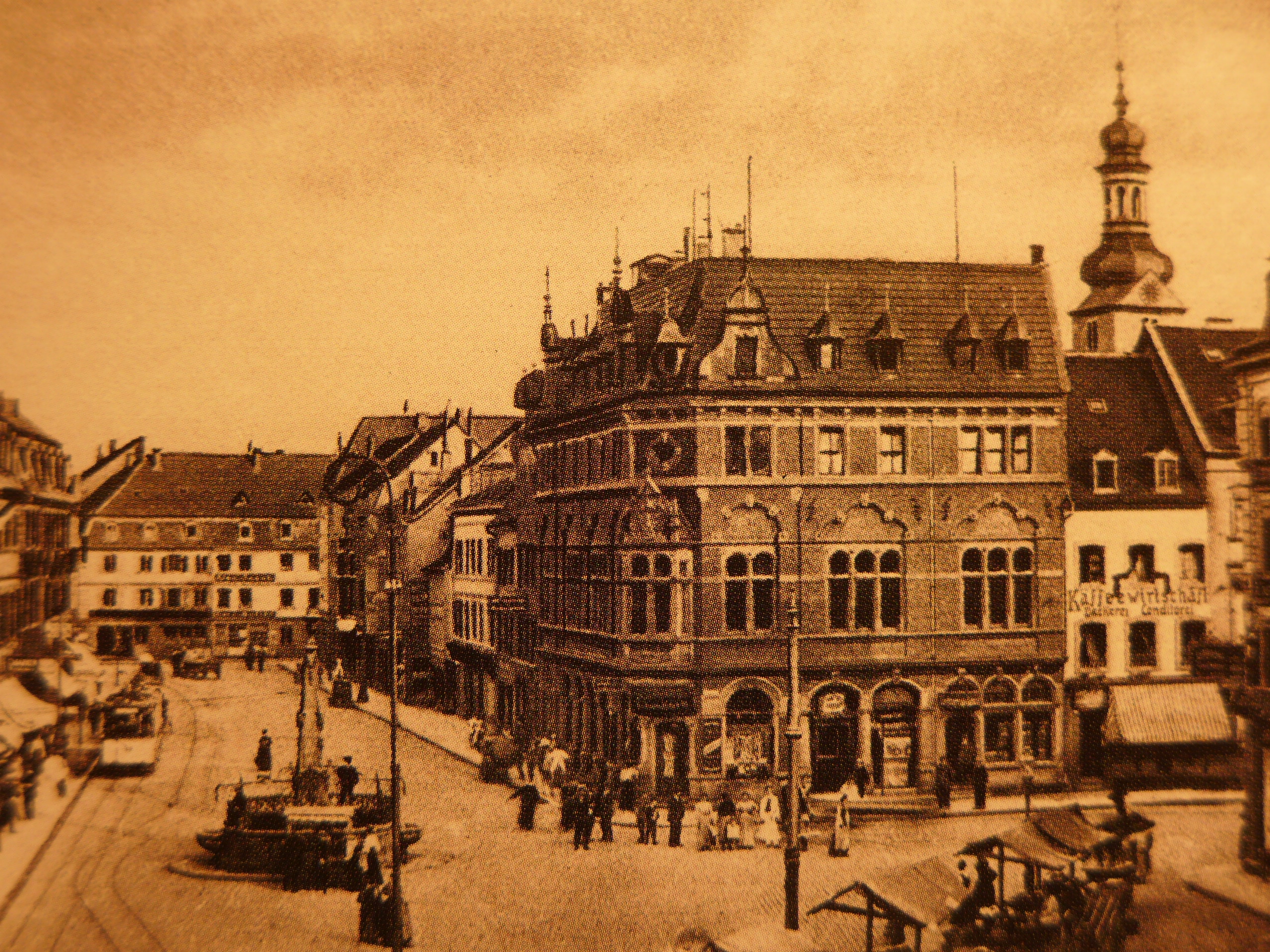
St. Johanner Markt vor dem NS-Sanierungsprogramm mit Marktbrunnen in ursprünglicher Position und Kautze Eck in Formen der Neorenaissance (Stadtarchiv Saarbrücken)

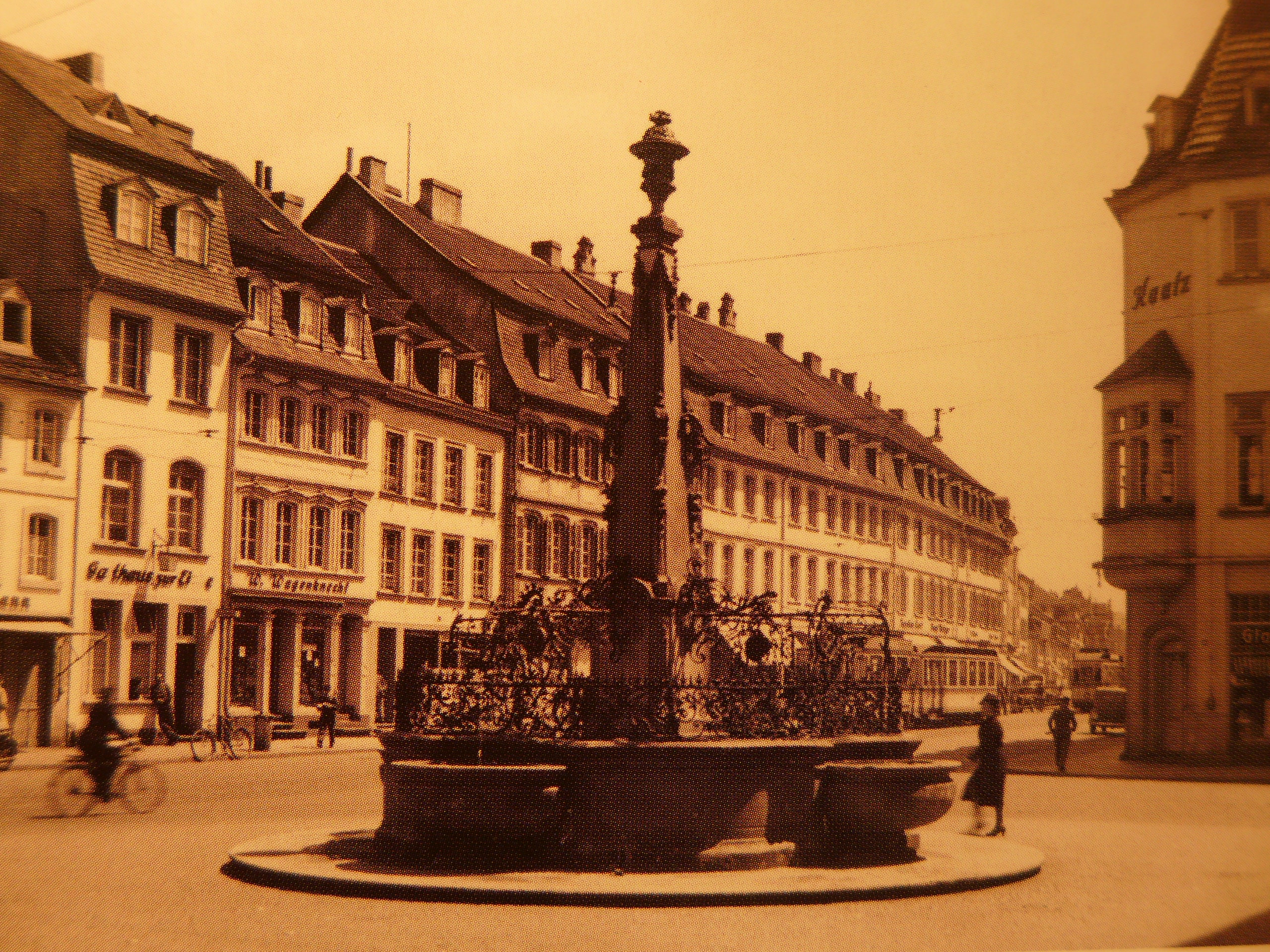
St. Johanner Markt nach dem NS-Sanierungsprogramm mit versetztem Marktbrunnen und barockisiertem Kautze Eck (Stadtarchiv Saarbrücken)

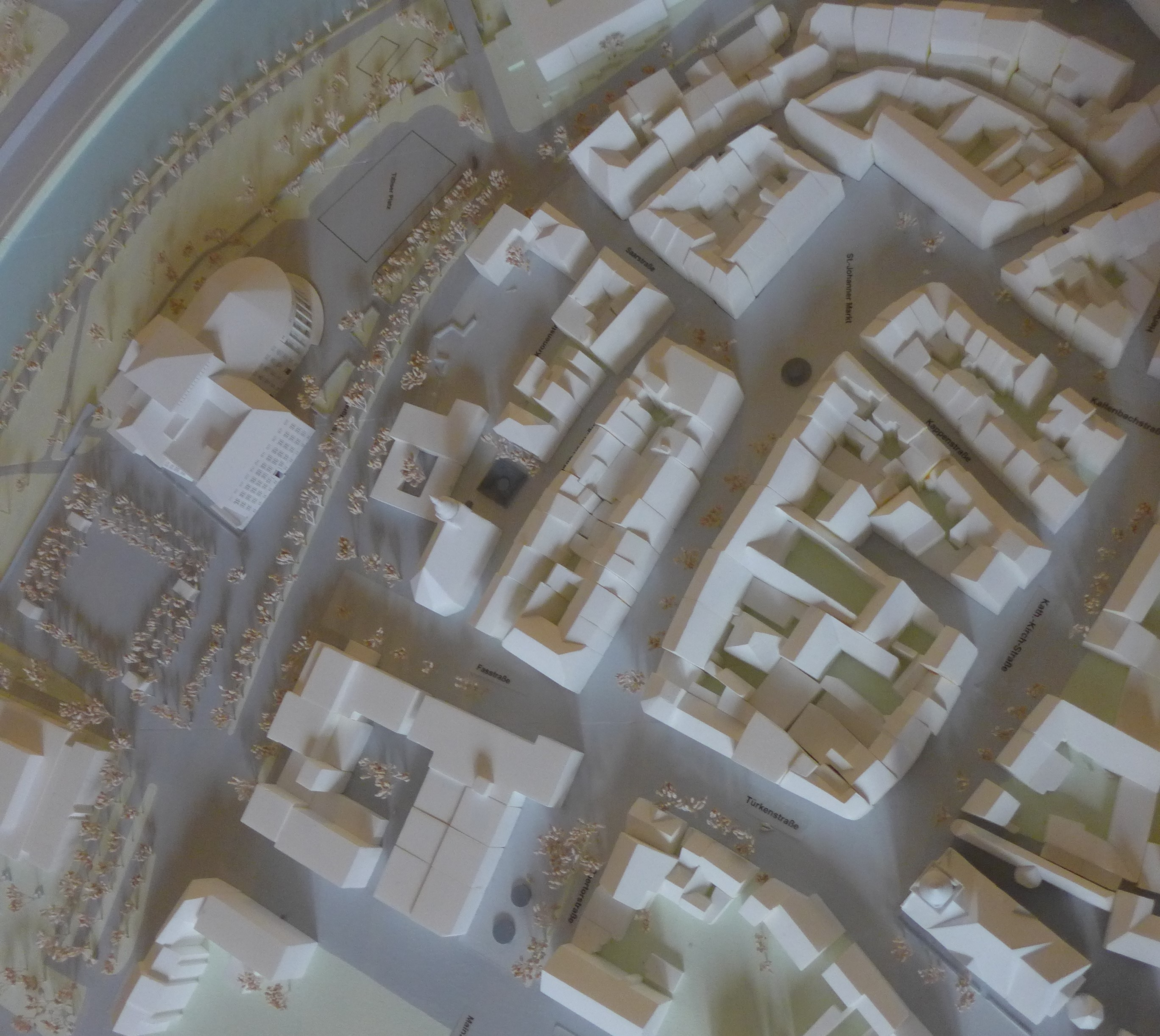
St. Johanner Markt, Stadtmodell

Der St. Johanner Markt ist ein Marktplatz und Distrikt im Saarbrücker Stadtteil St. Johann und bildet das Zentrum der saarländischen Landeshauptstadt.

## Geschichte

### Mittelalter
Nachdem das ehemalige Dorf St. Johann („Sente Johan dat dorf“) im Jahre 1322 mit einem Freiheitsbrief die Stadtrechte erhalten hatte, vergrößerte es sich und stellte den heutigen Marktplatz als Ortsmitte aus, umringt von wenigen Straßen und der Stadtmauer. Das Dorf hatte sich auf die Straßen um die heutige Basilika St. Johann erstreckt (heutige Türkenstraße bzw. Katholisch-Kirch-Straße), die an der Stelle der mittelalterlichen Kapelle St. Johanns steht. Dadurch erklärt sich die Lage der Kirche abseits vom heutigen Markt, an der für mittelalterliche Verhältnisse recht breiten Katholisch-Kirch-Straße, auf der wohl ursprünglich der Markt stattgefunden hatte. Sowohl der ursprüngliche St. Johanner Markt an der heutigen Basilika St. Johann als auch der jetzige St. Johanner Markt sind als typische mittelalterliche aufgeweitete Straßenmärkte entstanden. Die Anlage des St. Johanner Marktplatzes ist durch die Nähe zum Saarübergang bzw. zur alten Saarbrücke sowie durch die Kreuzung von Handelswegen von Metz nach Mainz und von Straßburg nach Trier zu erklären. Für das Jahr 1503 ist ein Brand überliefert, durch den die meisten mittelalterlichen Gebäude am Markt zerstört worden sein dürften.

### Dreißigjähriger Krieg
An dem im Westteil zu einem unregelmäßigen Viereck erweiterten Markt überstand kaum ein mittelalterliches Haus mit den typischen Holzgalerien den Dreißigjährigen Krieg.

### Barocke Umgestaltung

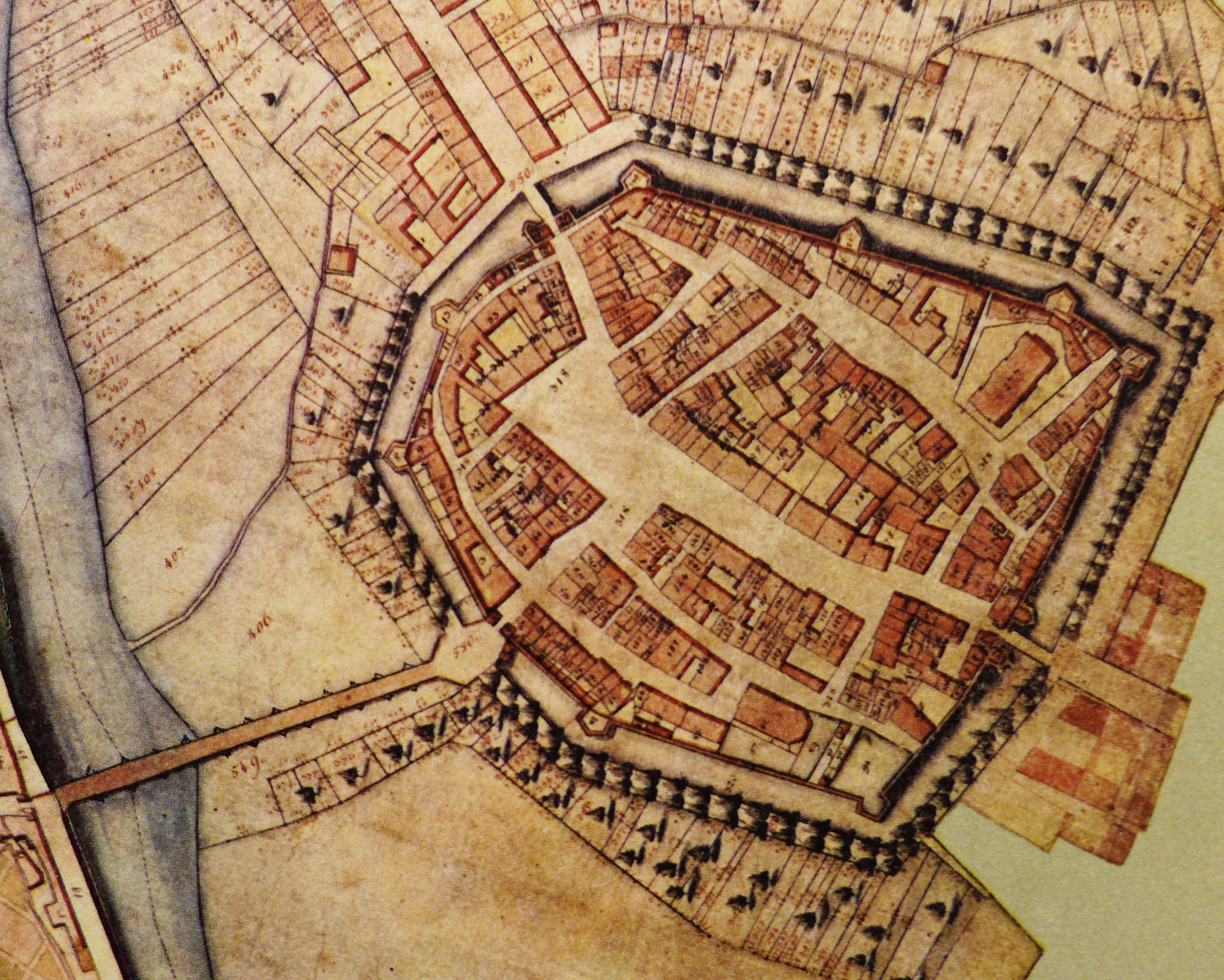
St. Johanner Markt, Ausschnitt aus dem Geometrischen Grundriss St. Johann 1776/1778 (Stadtarchiv Saarbrücken)

Mitte des 18. Jahrhunderts entstanden unter der Regentschaft von Fürst Wilhelm Heinrich neue barocke Bürgerhäuser rund um den Markt nach einer Konzeption des Baumeisters Friedrich Joachim Stengel. Allerdings war Stengel nachweislich an keinem Hausbau am St. Johanner Markt direkt beteiligt. Markantestes Objekt jener Zeit ist der St. Johanner Marktbrunnen, der einen älteren Brunnen aus dem Jahr 1602 des Schlossbaumeisters Heinrich Kempter ersetzte. Der Brunnen von 1602 zeigte einen gewappneten Mann mit zwei Schilden, dem Wappen des Grafen und dem Wappen von St. Johann. Doch bereits vorher ist ein ähnlicher Brunnen aus dem Jahr 1556 belegt. Baumeister des neuen barocken Brunnens war Ignatius Bischof. Die bildhauerischen Arbeiten führte Johann Philipp Mihm aus. Das Eisengitter schuf Sontag Bückelmann, die Kunstschmiedearbeiten wurden von Johann Ludwig Hör durchgeführt. Ab dem Jahr 1890 fuhr die Straßenbahn Saarbrücken über den Markt.

### NS-Sanierungsprogramm
Unter der Leitung von Hermann Keuth, dem Leiter des Saarlandmuseums und des Konservatoramtes, wurde der St. Johanner Markt ab 1938 einem radikalen Sanierungsprogramm unterzogen. Hintergrund war, dass der NS-Oberbürgermeister Fritz Schwitzgebel „Aufgabe und Bedeutung der Stadt Saarbrücken“ darin sah, „zwischen Aachen und Straßburg (...) wirtschaftliches und kulturelles Zentrum für die deutsche Bevölkerung im Westen des Reiches zu sein“. Schwitzgebel forderte, „daß im deutschen Interesse durch dieses Tor die wichtigsten Verkehrslinien von Calais, Paris, Antwerpen-Brüssel-Luxemburg und Nancy über Süddeutschland nach den Donau-Balkanländer und über Mannheim-Frankfurt nach Mittel- und Norddeutschland geführt werden müssen.“
Bei den Sanierungsmaßnahmen am St. Johanner Markt wurden alle Spuren des Historismus und des Jugendstils an der Marktbebauung entfernt, um dem Markt ein einheitlich barockes Gepräge zu geben. Da bei den Häusern am Markt Höhenunterschiede bestanden, wurden Häuser, die zu hoch erschienen, reduziert und als zu niedrige erachtete Häuser aufgestockt. Am Museumsbau zwischen Markt und der Katholisch-Kirchstraße wurden die aufwendigen neobarocken Stilelemente zugunsten einer einheitlichen Gestaltung aufgegeben. Der plastisch gearbeitete Eichenstamm am Gasthaus „Zur Eiche“ (Haus Nr. 16) wurde abgeschlagen. Das Haus an der Ecke Obertorstraße/Ecke Türkenstraße wurde als Fachwerkbau in historisierenden Formen neu errichtet, da der Vorgängerbau als nicht restaurierungsfähig erschien. Das reich gestaltete Haus „Kautze Eck“ (vormals „Bentze Eck“) mit seinen Kreuzstockfenstern, aufwändigen Schweifgiebeln und dem Eckerker in den Formen der Neorenaissance wurde zu einem schlichten pseudo-barocken Gebäude umgestaltet. Die Kosten der auch gegen den Willen der Hauseigentümer durchgeführten Umbaumaßnahmen an den Häusern mussten von diesen größtenteils selbst getragen werden. Die Stadt Saarbrücken hatte für jedes einzelne Haus die gewünschten Veränderungen ausgearbeitet und entsprechende Skizzen angefertigt. Diese reichten von einem neuen äußeren Anstrich bis zu umfangreichen Umbaumaßnahmen.
Aus verkehrstechnischen Gründen wurde der Marktbrunnen auf die andere Platzseite hin zu „Kautze Eck“ versetzt, da man so besser größere Vorbeimärsche der NS-Parteiformationen und sonstige Verkehrsströme über den Markt führen konnte. Die nach Keuths Meinung zu stark in die Katholisch-Kirchstraße ragenden Häuser wurden alle im Rahmen der Sanierungsmaßnahmen abgerissen. Sämtliche Häuser des Marktes wurden in einem einheitlichen hellen Grau im Sinne Stengels gestrichen. Diese Maßnahme vollzog man aus Gründen der Vereinheitlichung auch an den vorbarocken Häusern, die nachweislich ursprüngliche Tönungen in Beige bis Rot gehabt hatten. Die barockisierende Umgestaltung von 61 Häuserfassaden wurde innerhalb eines Zeitraumes von zwei Monaten durchgeführt, da der Markt für den Besuch Adolf Hitlers im Oktober 1938 äußerlich saniert erscheinen sollte.
Die weiteren Sanierungsmaßnahmen zogen sich bis zum Beginn des Zweiten Weltkrieges hin. Dabei wurden in der Gerberstraße und der Katholisch-Kirchstraße alle Hintergebäude abgerissen und die Fassaden vereinheitlicht. Weitere Häuser wurden in der Katholisch-Kirchstraße abgerissen, um einen besseren Blick auf den Erweiterungsbau des Rathauses St. Johann mit seinem kleinen Laubengang zu ermöglichen. Bei der Rückverlagerung der Frontlinie der Katholisch-Kirchstraße entstanden neue Häuser in nachgeahmten Formen des 18. Jahrhunderts.

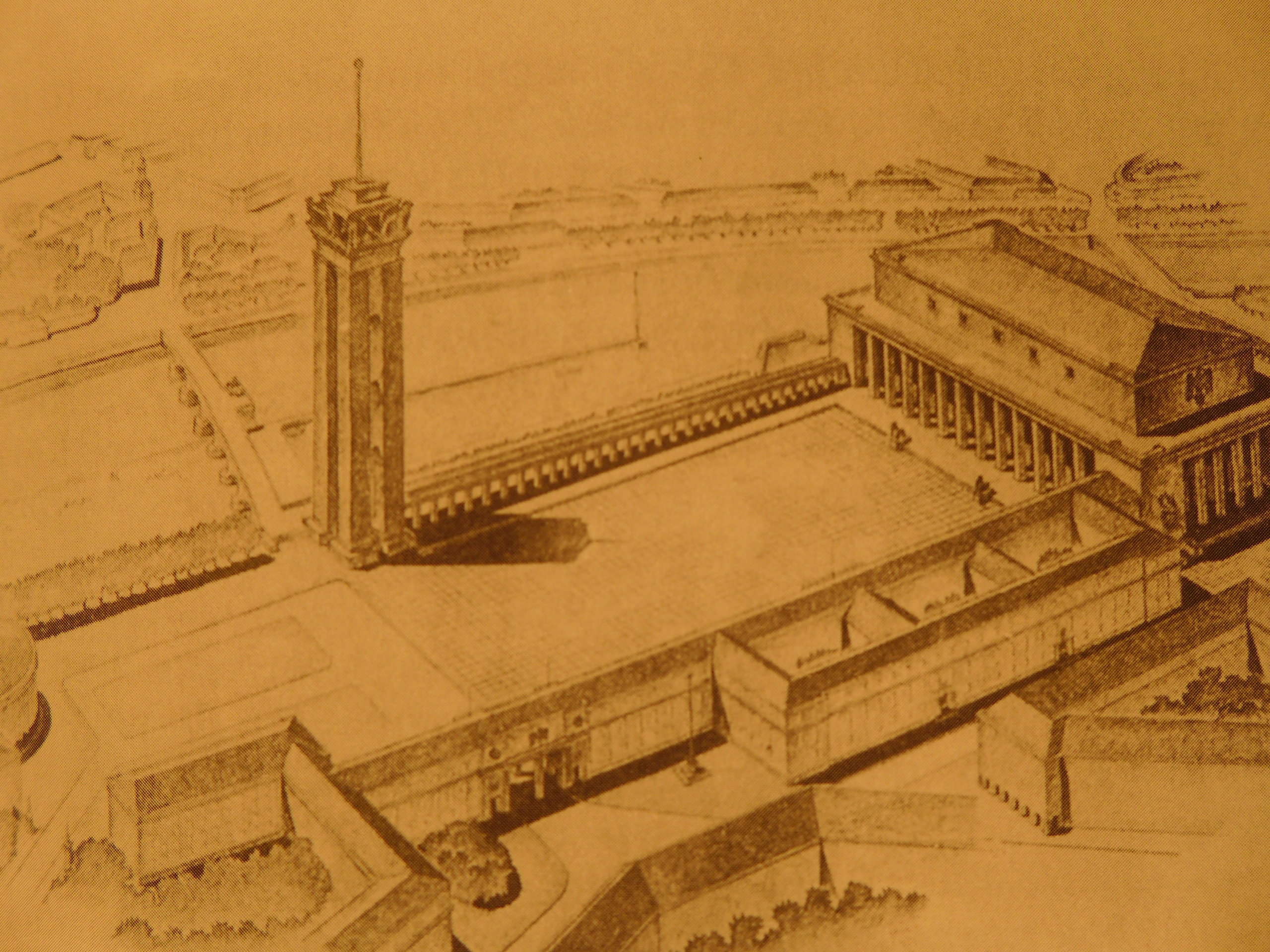
Saarbrücken-St. Johann, NS-Forum am Saarufer mit Anschluss an den St. Johanner Markt, ganz links das Halbrund des Staatstheaters, neben dem Glockenturm die alte Saarbrücke (Landeshauptstadt Saarbrücken, Untere Denkmalschutzbehörde)

Zwischen Saar und St. Johanner Markt sollte ein großes nationalsozialistisches Forum mit Glockenturm an der Alten Brücke und Großer Halle gebaut werden, das sich vom heutigen Staatstheater bis hin zur Dudweiler Straße erstreckt hätte. Als architektonisches Bindeglied wäre zwischen dem St. Johanner Markt und dem NS-Forum eine repräsentative Toranlage mit Reichsadler entstanden.

### Zerstörung im Zweiten Weltkrieg und Wiederaufbau
Bei den Bombenangriffen am 29./30. Juli und am 5. Oktober 1944 wurde die Marktplatzbebauung teilweise schwer beschädigt. Die Häuser Nr. 3–5 wurden in der Nachkriegszeit in alter Form restauriert; die Häuser der Südseite, Nr. 9–21, wieder aufgebaut unter Erhaltung der barocken Fassaden. Die Häuser bis zum ehemaligen Obertor (Türkenstraße/Fassstraße) sowie diejenigen in der Saar- und der Türkenstraße wurden ebenfalls restauriert. Die Evangelisch-Kirchstraße blieb unrestauriert. Die Fröschengasse entlang der alten Stadtmauer von St. Johann wurde durchgängig saniert. Nach dem Zweiten Weltkrieg etablierte sich verstärkt das Rotlichtmilieu am heruntergekommenen St. Johanner Markt. Zu Beginn der 1960er Jahre wurden historische Häuser, die den Zweiten Weltkrieg überstanden hatten, aus verkehrstechnischen Gründen niedergerissen, so etwa das Haus Keltermann und das benachbarte Haus Nr. 3. Der St. Johanner Markt sollte erweitert werden und mit großflächigen Baukörpern bestückt werden. Dazu kam es aber nicht. Das Kaufhaus Karstadt und das IBM-Hochhaus wurden etwas entfernt errichtet. Die aufgerissene Baulücke der beiden Häuser wurde im Jahr 1975 mit einem einzigen barockisierenden Neubau als Eckhaus geschlossen.

### Sanierung in den 1970er Jahren und Ausbau zur Fußgängerzone

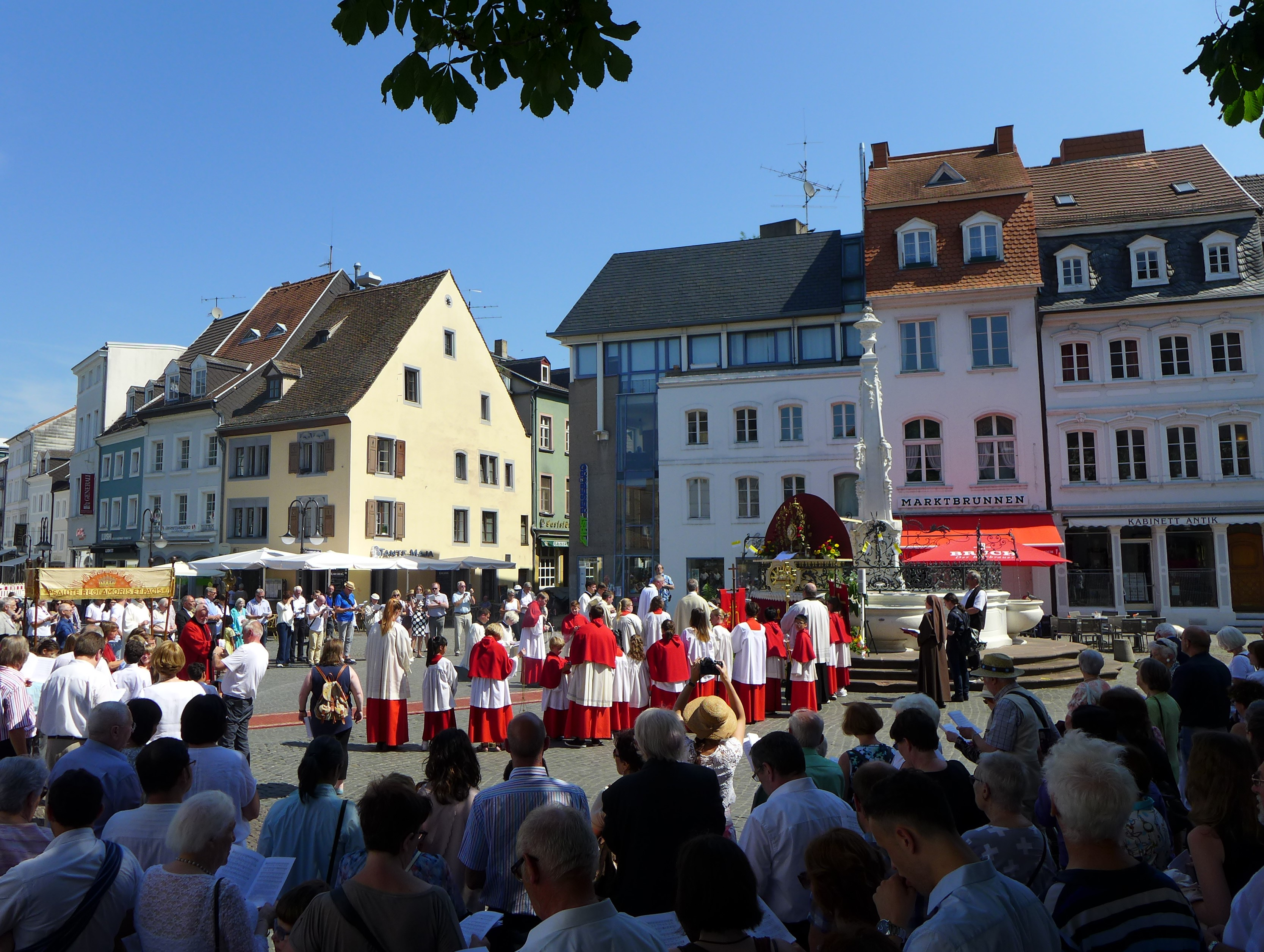
Fronleichnamsprozession mit Stationsaltar am Marktbrunnen des St. Johanner Marktes

Die neu gegründete „Arbeitsgemeinschaft Bildender Künstler e. V.“ forderte in ihrer Vereinssatzung „die Mitarbeit Bildender Künstler und Gestalter bei der Erhaltung, Weiterentwicklung und Humanisierung der Altstadt St. Johanns, insbesondere einer zu schaffenden Fußgängerzone“, dies auch schriftlich gegenüber dem damaligen Oberbürgermeister Fritz Schuster und den Fraktionen der im Stadtrat vertretenen Parteien. Diese Initiative fand bei den Kommunalpolitikern Zustimmung. Im Jahr 1975 forderte die Bürgerinitiative „Altstadtfest“ (später „Saarbrücker Bürgerforum e. V.“) ebenfalls den Stadtrat auf, das gesamte Areal zu einer Fußgängerzone umzugestalten. In einer Stadtratsitzung im März 1976 wurde diesem Wunsch entsprochen, da zu dieser Zeit überall in Deutschland die alten Stadtzentren zu solchen Zonen umgebaut wurden. Nach einem Planungsverfahren wurde unter Oberbürgermeister Oskar Lafontaine von 1976 bis 1979 eine grundlegende Sanierung des Marktes und eine Umwandlung der Durchgangsstraße in eine Fußgängerzone vollzogen. Damit einhergehend wurde eine bauliche Sanierung der gesamten St. Johanner Altstadt begonnen. Die Fußgängerzone St. Johann wurde am 1. Mai 1978 eingeweiht.
Im kriegszerstörten Bereich zwischen Obertor-, Bleich- und Fassstraße wurden flachgedeckte Neubauten auf die alten kleinteiligen Parzellen gesetzt. Kultureinrichtungen wie die Stadtgalerie und eine Kleinkunstbühne im historischen Gasthaus „Zum Stiefel“, die in den 1990er Jahren einer Kernsanierung und den Umbaumaßnahmen zur Erlebnisbrauerei weichen musste, sollten das Angebot von Gasthäusern und Geschäften ergänzen. Der Bildhauer Paul Schneider initiierte im Jahr 1978 zusammen mit dem Kulturamt Saarbrückens ein internationales Bildhauersymposion, bei dem siebzehn Steinskulpturen geschaffen wurden. Das Bodenpflaster wurde ebenfalls nach Plänen von Paul Schneider unter künstlerischen Gesichtspunkten verlegt. Der in der NS-Zeit verlegte Marktbrunnen wurde wieder an seinen ursprünglichen Platz versetzt. Bäume sollten für schattenspendendes Grün sorgen. Zugleich wurde der Sankt Johanner Markt mit seinen Nebenstraßen in die Denkmalliste des Saarlandes aufgenommen. Am 1. Mai 1979 wurde in Anwesenheit von Bundeskanzler Helmut Schmidt die Fertigstellung des sanierten St. Johanner Marktes feierlich begangen. Neben der traditionellen merkantilen Funktion findet heute eine Vielzahl von kulturellen, religiösen, politischen oder kulinarischen Veranstaltungen auf dem Markt statt, darunter das Saarbrücker Altstadtfest oder der Adventsmarkt (Christkindlmarkt).